# Francolim-da-montanha
O francolim-da-montanha ou francolim-de-colar-preto (Pternistis swierstrai), é uma espécie de ave da família Phasianidae.
Apenas pode ser encontrada em Angola.
Os seus habitats naturais são: regiões subtropicais ou tropicais húmidas de alta altitude.
Está ameaçada por perda de habitat.